# جی‌لوید ساموئل
جی‌لوید ساموئل (به انگلیسی: Jlloyd Samuel) (زادهٔ ۲۹ مارس ۱۹۸۱ - درگذشت ۱۵ مه ۲۰۱۸)، بازیکن فوتبال اهل انگلستان بود.

## پیشینهٔ باشگاهی

### استون ویلا
جی‌لوید ساموئل در شهر سن فرناندو در ترینیداد و توباگو به دنیا آمد. نام کوچک غیرمعمول او به صورت جـِی-لوید (به انگلیسی: Jay-Lloyd) تلفظ می‌شود. او در دههٔ ۱۹۹۰ به آکادمی سنت ژوزف در بلک‌هیث لندن پیوست. در آن‌جا یکی از اعضای شاخص تیم فوتبال مدرسه در میان تیم‌های مدارس پسرانه لندن بود. پیش از امضای نخستین قرارداد حرفه‌ای با استون ویلا، ساموئل دوران جوانی خود را در چارلتون اتلتیک سپری کرد. در آن هنگام چارلتون اتلتیک با استون ویلا وارد منازعه شده بود و ویلا به بازیکن‌گیری غیرقانونی از سیستم جوانان چارلتون متهم بود. در دادگاه اتحادیهٔ فوتبال انگلیس که برای رسیدگی به این اتهام بر پا شده بود، جان گرگوری مربی ویلا اعلام کرد که با ساموئل قرارداد امضا شده، اما انتظار نمی‌رود که او برای تیم اصلی باشگاه به میدان برود.
ساموئل در جوانی مدتی برای تیم سنراب در «لیگ یکشنبه» انگلستان و سپس در وستهام یونایتد بازی کرد. پس از این دوره‌ها، آغاز کار ساموئل در استون ویلا از دقیقهٔ ۵۱ بازی برابر چستر سیتی در چارچوب دور دوم کارلینگ کاپ (جام اتحادیه باشگاه‌های انگلستان) در ۲۱ سپتامبر ۱۹۹۹ بود؛ دیداری که با نتیجهٔ ۵−۰ به سود استون ویلا به پایان رسید. در ابتدای حضور در استون ویلا، ساموئل مدتی به‌طور قرضی راهی گلینگهام شد و در آن‌جا ۷ حضور کامل و یک حضور به عنوان بازیکن جایگزین را در فاصلهٔ ۲۵ اکتبر تا ۳ دسامبر ۲۰۰۱ در کارنامه ثبت کرد.
در این دوره ساموئل برای همراهی تیم جوانان انگلستان در بازی‌های قهرمانی زیر ۲۱ سال اروپا فراخوانده شد، اما در آستانهٔ این بازی‌ها از ناحیهٔ کشالهٔ ران دچار آسیب‌دیدگی شد و برای مدتی از میادین دور شد.
هنگامی که گراهام تیلور مربی‌گری ویلا را بر عهده گرفت، ساموئل برای به دست آوردن جای ثابتی در تیم مطمئتر شد. هر چند که بهترین فصل او در فوتبال جزیره، فصل ۰۴−۲۰۰۳ بود که تحت هدایت دیوید اولری مربی تازهٔ باشگاه، ساموئل به یکی از بهترین دفاع چپ‌های لیگ برتر تبدیل شد و برای بازی تیم ملی انگلستان در برابر تیم ملی سوئد انتخاب شد. در طول این فصل نخستین گل خود را با پیراهن ویلا در بازی برابر چارلتون به ثمر رساند. دومین گل او نیز در برابر همین تیم و در دیدار بیرون از خانه به ثمر رسید. ساموئل در این فصل همچنین در بازی برابر تیم آینده‌اش بولتون واندررز در دیدار نیمه‌پایانی جام اتحادیه برای ویلا گل‌زنی کرد.
ساموئل همراه با استون ویلا توانست عنوان نایب قهرمانی جام حذفی انگلیس فصل ۲۰۰۰–۱۹۹۹ را کسب کند.

در سال ۲۰۰۵ ساموئل تصمیم گرفت در جام جهانی فوتبال ۲۰۰۶ آلمان برای تیم ملی ترینیداد و توباگو به میدان برود که این درخواست او توسط فیفا رد شد. او در اظهار نظری عنوان کرد: 
شاید مردم مرا به پریدن روی ارابهٔ موسیقی متهم کنند [کنایه از فرصت‌طلبی]، اما من احساس می‌کنم که ترینیدادی هستم.
 ساموئل تا آن هنگام در تیم‌های ملی زیر ۱۸ سال و زیر ۲۱ سال انگلستان بازی کرده بود و برای دیدار دوستانه برابر سوئد نیز به اردوی تیم بزرگسالان انگلیس دعوت شده بود.
در فصل ۰۵−۲۰۰۴، جایگاه ثابت ساموئل در ترکیب تیم تا اندازه‌ای به خطر افتاده بود. این شرایط بر بازی ساموئل نیز تأثیر می‌گذاشت و او گهگاه همچون دوران نخست آغاز فوتبال‌اش عصبی و متزلزل نشان می‌داد. در فصل ۰۶−۲۰۰۵ ویلفرد بوما مدافع تیم ملی هلند که از پی‌اس‌وی آیندهوون به استون ویلا آمده بود، جای ساموئل را در ترکیب اصلی تیم از آن خود کرده بود. در این میان آسیب‌دیدگی‌های مختلف نیز فرصت بازی را از او می‌گرفت. هر چند که ساموئل در چند بازی که فرصت حضور در ترکیب ثابت را پیدا کرد، نشان داد که دوباره اعتماد به نفس و آمادگی خود را به دست آورده است.
سرانجام در مارس ۲۰۰۷، او در وبگاه شخصی خود نوشت که زمان حضورش در استون ویلا به دلیل کمبود فرصت حضور در ترکیب تیم به پایان رسیده است.

### بولتون واندررز

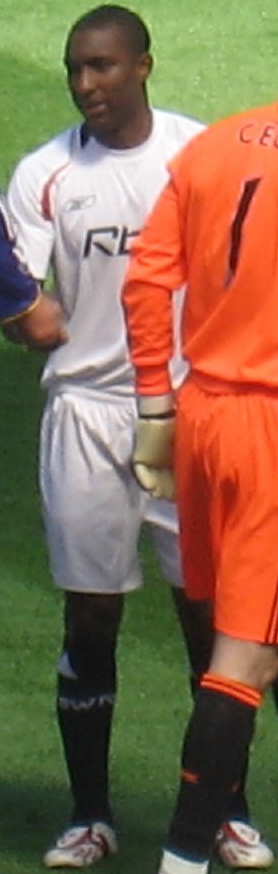
جی‌لوید ساموئل با پیراهن بولتون واندررز

روز ۱ ژوئیه ۲۰۰۷ با بولتون واندررز قراردادی ۴ ساله امضا کرد. او در همهٔ بازی‌های بولتون در فصل ۰۹−۲۰۰۸ بازی کرد.

### کاردیف سیتی
در ۲۴ مارس ۲۰۱۱ ساموئل به صورت قرضی از بولتون راهی کاردیف سیتی شد و تا پایان فصل پیراهن شمارهٔ ۲۱ این تیم را به تن کرد. کاردیف ساموئل را جایگزین کاپیتان مصدوم خود مارک هادسون نموده بود. ساموئل در فصل ۱۱−۲۰۱۰ به دلیل آسیب‌دیدگی برای بولتون بازی نکرده بود و در پایان این فصل نیز قرارداد ۴ ساله‌اش با این باشگاه به پایان رسید و بازیکن آزاد شد.
پس از جدا شدن از بولتون ساموئل در ۱۹ ژوئیه ۲۰۱۱ به‌طور آزمایشی به باشگاه لیدز یونایتد ملحق شد. باشگاهی که هم‌تیمی سابق‌اش سیمون گری‌سون سرمربی آن بود. در بعد از ظهر همان روز او در دیداری برابر راچدیل در ترکیب اصلی تیم بود. حضور ساموئل در لیدز چندان طولانی نبود و پس از یک آسیب‌دیدگی از همراهی کردن این باشگاه بازماند. پس از آن برای وستهام یونایتد در یک دیدار پیش‌فصل برابر رئال زاراگوزا به میدان رفت. هر چند که وستهام و ساموئل بر سر یک قرارداد دائم به توافق نرسیدند.

### استقلال
در اواخر دسامبر ۲۰۱۱ جی‌لوید ساموئل در نقل و انتقالات زمستانی به باشگاه استقلال تهران در لیگ حرفه‌ای فوتبال ایران پیوست. او در استقلال دوباره کنار آندرانیک تیموریان هم‌بازی پیشین خود در بولتون واندررز بازی می‌کرد. نخستین بازی ساموئل با پیراهن استقلال در روز ۱۰ ژانویهٔ ۲۰۱۲ (۲۰ دی ۱۳۹۰) در دیدار بیرون از خانه برابر داماش گیلان بود که با برتری ۱−۰ استقلال همراه بود. او در این فصل با استقلال جام حذفی فوتبال ایران ۹۱–۱۳۹۰ را به دست آورد.
پس از پایان این فصل و دگرگونی در کادر فنی باشگاه، در بارهٔ ادامه حضور ساموئل در استقلال اخبار گوناگونی شنیده می‌شد. او پیشنهادهایی از انگلستان و کشورهای جنوبی خلیج فارس داشت اما در نهایت قرارداد خود را برای یک فصل دیگر با استقلال تمدید کرد. ساموئل در بازی‌های نخست فصل ۹۲–۱۳۹۱ کمتر فرصت حضور در ترکیب تیم را به دست می‌آورد و در همان هفته‌های نخست فصل گمانه‌زنی‌هایی در بارهٔ معاوضهٔ او با یک بازیکن مهاجم نیز مطرح شد. اما او به زودی توانست جایگاه خود را در ترکیب اصلی استقلال تثبیت کند و به یکی از بازیکنان تأثیرگذار امیر قلعه‌نویی در این فصل بدل شود. ساموئل در پایان این فصل به همراه تیم استقلال عنوان قهرمانی لیگ خلیج فارس را به دست آورد. او به واسطه بازی‌های خوب خود تبدیل به یکی از محبوب‌ترین بازیکنان استقلال شد و رسانه‌های ورزشی به او لقب «الماس سیاه» را دادند.

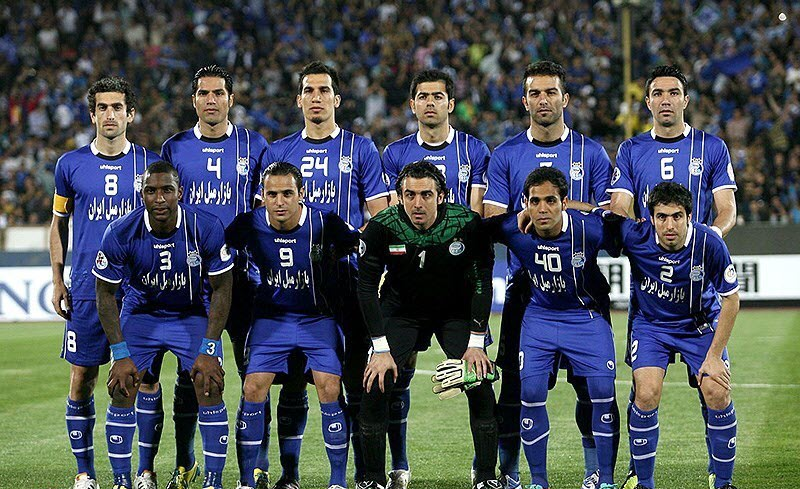
عکس تیمی استقلال همراه با ساموئل در لیگ قهرمانان آسیا ۲۰۱۳

وی بهترین گلزن خارجی تاریخ باشگاه استقلال تا قبل از سال ۱۳۹۸ محسوب می‌شد
لیست برترین گلزنان خارجی تاریخ استقلال تهران تا قبل از سال ۱۳۹۸ به شرح زیر بود.
جی لوید ساموئل ۱۰ گل
گوران یرکوویچ ۹ گل
فابیو جانواریو ۸ گل
کرار جاسم ۶ گل
همچنین وی بیشترین بازی (۹۱ بازی) یک بازیکن خارجی برای استقلال را انجام داده است.
لیست بیشترین بازی در بین بازیکنان خارجی تاریخ استقلال تهران تا قبل از سال ۱۳۹۸ به شرح زیر است.
جی لوید ساموئل ۹۱ بازی
فابیو جانواریو ۷۸ بازی
هرایر مکویان ۷۵ بازی

### پیکان
وی در سال ۲۰۱۴ به تیم پیکان تهران پیوست و توانست ۲۷ بازی برای این تیم انجام دهد.ساموئل همراه با پیکان توانست مقام سوم جام شهدا ۱۳۹۳ را کسب کند، پیکان در بازی نیمه نهایی در وقت قانونی یک بر یک مساوی و در ضربات پنالتی سه بر دو از تیم تراکتور شکست خورد و در بازی رده‌بندی تیم ملوان بندرانزلی را شکست داد و عنوان سومی اولین دوره جام شهدا را کسب کرد. لازم است ذکر شود که تراکتور در بازی فینال در وقت قانونی ۱ بر ۱ مساوی و در ضربات پنالتی ۵ بر ۴ تیم استقلال را شکست داد و عنوان قهرمانی اولین دوره جام شهدا را کسب کرد.

### آگرتون
ساموئل بعد از جدایی از پیکان به عنوان بازیکن مربی به تیم اگرتون در لیگ Non-League انگلستان در سطح هفتم فوتبال انگلیس پیوست.

## درگذشت
جی لوید در تاریخ ۱۵ مه ۲۰۱۸ بعد از رساندن بچه‌ها به مدرسه، قصد داشت به محل تمرین اگرتون برود؛ ساعت ۷:۴۰ دقیقه بود و جاده «های لی» چندان شلوغ نبود اما در یک پیچ خطرناک، ناگهان یک «ون» سر راه ماشین رنج روور او سبز شد؛ این اتفاق در منطقه وارینگتون اتفاق افتاد خودروی وی دچار آتش‌سوزی شد، ۱۵ دقیقه بعد وقتی نیروهای امداد به محل حادثه رسیده بودند، ستاره سابق استون ویلا از دنیا رفته بود.
اشلی یانگ، هافبک سابق منچستریونایتد، در موردش نوشت:” فراموش نمی‌کنم که چگونه من را زیر بال و پرت گرفتی و کمک کردی تا در تیم جا بیفتم. ”
باشگاه فوتبال استون ویلا برای بازی پلی آف چمپیونشیپ در آن شب مقابل میدلزبرو بازوبندهای مشکی پوشید. باشگاه او در زمان مرگ او، اف سی اگرتون، تمام بازی‌های باقی مانده در آن فصل را به نشانه احترام لغو کرد.
همچنین باشگاه‌های استقلال و پیکان تهران، اتحادیه فوتبال انگلیس، باشگاه‌های بولتون واندرز ، چارلتون ، استون‌ویلا، منچسترسیتی، کاردیف سیتی ، کوئینزپارک رنجرز و همچنین گری نویل ستاره منچستریونایتد در پیام‌هایی جداگانه درگذشت ساموئل را تسلیت گفته و با خانواده این بازیکن فقید ابراز همدردی کردند.
در بازی دوستانه تیم ملی فوتبال ایران و تیم ملی فوتبال ترینیداد توباگو که در ورزشگاه آزادی برگزار شد یک دقیقه سکوت به احترام درگذشت جی‌لوید ساموئل اجرا شد. همچنین همسر این بازیکن در ورزشگاه حاضر بود

## آمار باشگاهی
آخرین به روز رسانی: ۲۱ ژانویه ۲۰۱۵
آمار کل دوران بازیگری
- در استقلال: لیگ برترخلیج فارس = ۶۰ بازی ۴ گل ۴ پاس گل
- در استقلال: جام حذفی = ۶ بازی ۱ گل
- در استقلال: مرحله مقدماتی لیگ قهرمانان آسیا = ۲ بازی ۲ پاس گل
- در استقلال: لیگ قهرمانان آسیا = ۲۳ بازی ۳ گل ۳ پاس گل
- در پیکان: لیگ برترخلیج فارس = ۲۷ بازی
- در پیکان: جام شهدا = ۱ بازی
- در بولتون واندرز: جام یوفا = ۴بازی
- در استون ویلا: جام یوفا = ۰ بازی
- در استون ویلا: لیگ برتر انگلیس = ۱۶۹ بازی ۲ گل ۶ پاس گل
- در بولتون واندرز: لیگ برتر انگلیس = ۷۱ بازی
- در کاردیف سیتی: چمپیونشیپ انگلیس = ۶ بازی
- در بولتون واندرز بی: لیگ برترجوانان انگلیس = ۳ بازی
- در استون ویلا: جام حذفی انگلیس = ۷ بازی
- در بولتون واندرز: جام حذفی انگلیس = ۳ بازی
- در استون ویلا: جام اتحادیه انگلیس = ۱۶ بازی ۱ گل ۱ پاس گل
- در بولتون واندرز: جام اتحادیه انگلیس = ۵ بازی
- در چیلینگهام تاون: لیگ دسته یک انگلیس = ۸ بازی
- در کاردیف سیتی: پلی آف چمپیونشیپ انگلیس = ۱ بازی
- در استون ویلا: جام یوفا اینترتوتو = ۷ بازی

منبع:ترانسفرمارکت

## افتخارات
- نایب قهرمانی جام حذفی فوتبال انگلیس ۰۰−۱۹۹۹ به همراه استون ویلا
- قهرمانی جام اینترتوتو ۰۱−۲۰۰۰ به همراه استون ویلا
- قهرمانی جام حذفی فوتبال ایران ۹۱–۱۳۹۰ به همراه استقلال تهران
- قهرمانی لیگ برتر فوتبال ایران ۹۲–۱۳۹۱ به همراه استقلال تهران
- نیمه نهایی لیگ قهرمانان آسیا ۲۰۱۳ به همراه استقلال تهران
- نیمه نهایی جام حذفی فوتبال ایران ۹۲–۱۳۹۱ به همراه استقلال تهران
- نیمه نهایی جام حذفی فوتبال ایران ۹۳–۱۳۹۲ به همراه استقلال تهران
- مقام سوم جام شهدا ۱۳۹۳ به همراه پیکان تهران